# Deus Ex: Invisible War
Deus Ex: Invisible War — компьютерная игра в жанрах action RPG и стелс-экшен, разработанная компанией Ion Storm и изданная Eidos Interactive в 2003 году для Xbox и Windows. Игра является продолжением игры Deus Ex.

## Игровой процесс
Как и предшествующая игра серии, Invisible War предлагает нам играть от первого лица. По словам Уоррена Спектора, её не стоит пытаться категоризировать, так как она содержит в себе множество различных жанров.

### Ролевые элементы
Игрок может получить имплантаты под названием «биомоды», которые являются эволюцией нано-улучшений из первой игры. Биомоды дают игроку новые способности, такие как невидимость, нейронный интерфейс с компьютерами, усиление мышц, управление ботами и многие другие. У игрока есть пять свободных «гнёзд» для биомодов(шестое, оно же первое, будет занято улучшением, дающим игроку способность лучше видеть в темноте, по сути своеобразный фонарик), каждое из которых даёт различные способности на выбор. Но каждое гнездо может содержать только одну из трех способностей, заставляя игрока решать, какие из способностей нужнее для его стиля игры. Биомоды можно улучшить дважды после установки, делая эти способности более эффективными. Некоторые биомоды используют био-энергию игрока, после чего её следует перезарядить, используя энергобатареи или ремонтных роботов. У игрока больше не повышается уровень опыта, но взамен разработчики отменили ограничения на точность стрельбы или использование предметов. Биомоды заменяют некоторые из технических способностей, включая компьютерные взломы. В отличие от Deus Ex, каждый из предметов в Invisible War занимает только одну ячейку инвентаря.

### Элементы боя
Игра имеет несколько типов вооружения, включая холодное, огнестрельное оружие и гранаты. Многие типы вооружения могут быть изменены при помощи «оружейных модов», которые можно найти, либо купить в игре. Например, к таким «модам» относятся глушители, осколочные снаряды, увеличители убойной силы (всего восемь разновидностей). Для всех видов оружия в игре используется один тип амуниции (в игре это объясняется, как использование нанотехнологии для преобразования энергии в снаряды, соответствующие каждому оружию). Разные типы оружия требуют различное количество патронов: например, переносная ракетница использует больше амуниции, чем пистолет.
В отличие от первой части, у игрока нет очков здоровья для различных конечностей. Вместо этого, очки здоровья обобщены, но попадание в голову забирает больше очков, чем попадание в руку или ногу.

## Имена
В оригинальной англоязычной версии игры имена некоторых персонажей пишутся в соответствии с распространённой англоязычной традицией — в виде двух букв, раздельное произношение которых образует имя. Наиболее заметный такой персонаж — JC Denton. JC произносится как «Джей Си» и образует имя Джейси. Другой пример — NG Resonance: произносится как «Эн Джи», образуя имя Энджи.

## Действие
Действие игры происходит спустя 20 лет с момента окончания первой части, то есть в 2072 году. Сценаристы объединили все три сюжетные концовки первой части: Джей-Си Дентон объединился с искусственным интеллектом, его действия привели к полному Коллапсу мирового общества, вследствие чего несколько фракций стали мировыми силами. К этим фракциям относятся: Всемирная торговая организация (ВТО), подмявшая под себя образовавшиеся после Коллапса города-государства; Орден — религиозная организация, создавшая новую мировую религию на основе всех других основных религий и социополитических принципов; Тамплиеры, требующие полный отказ от биомодификаций; Омары — общество полностью биомодифицированных людей, соединённых в одну личность и являющихся лидерами мирового чёрного рынка; Корпорация Апостол, ищущая способ помочь Джей-Си Дентону биомодифицировать человечество, уравнивая всех людей. Как и подобает теориям о заговорах, некоторые из мировых фракций оказываются тайно объединены — Тамплиеры являются радикальной фракцией Ордена, а ВТО и Орден управляются Иллюминатами.
В отличие от первой игры, где Маджестик-12 являлась явно отрицательной организацией, Invisible War не имеет точного разделения на добро и зло; это разделение устанавливает сам игрок в соответствии со своими взглядами на мир.

### Сюжет
Для простоты, Алекс Д будет описан как мужчина, хотя в начале игры пол персонажа можно выбрать самостоятельно.
Главный герой, Алекс Д, начинает игру вскоре после того, как сбегает от террористической атаки, уничтожившей город Чикаго. Алекс, вместе с кадетами Билли Адамс, Лео Джанковски, Кларой Спаркс и лидерами проекта эвакуируется в здание корпорации Тарсус в Сиэтле.
Доктор Лейла Нассиф не рассказывает о причине атаки на Чикаго, но вскоре на базу нападают силы Ордена. С Алексом связывается Билли Адамс. Она сообщает, что является тайным членом Ордена, и что программа Тарсус является опытом по тестированию биомодов, а кадеты — подопытными кроликами. Она убеждает Алекса сбежать и встретиться с Орденом в Нижнем Сиэтле. Но доктор Нассиф просит Алекса оставаться верным Тарсусу.
После побега с Алексом связывается глава безопасности ВТО Донна Морган, которая приказывает ему встретиться с ней в воздушном терминале ВТО. Она велит ему обыскать квартиру министра культуры Сиэтла, которого подозревают в нелегальной торговле оружием. Там же Алекс узнаёт, что Клара Спаркс работает на ВТО. Адамс также просит Алекса проверить квартиру доктора Нассиф (в том же здании). В ходе осмотра Алекс выясняет, что Нассиф причастна к делам министра культуры.
На пути в комплекс Ордена в Нижнем Сиэтле Алексу предстоит устранить утечку токсичных отходов в Инклинаторе — огромном лифте, соединяющем две части города. В Нижнем Сиэтле Лин-Мей Чен (Высший Авгур и правая рука Её Святейшества) сообщает Алексу, что группа, посланная в Тарсус для «освобождения», предала Орден, и просит Алекса узнать, что с ними случилось. Возле Инклинатора Алекс узнаёт, что предатели присоединились к Тамплиерам, чьи способы борьбы являются более радикальными, нежели мирный подход Ордена. Он также узнаёт, что Тамплиеры заказали новое сверхоружие под названием Маг Рэйл у компании Мако Баллистикс, находящейся на краю города Сиэтла. ВТО хочет заполучить это оружие, а Орден хочет уничтожить его создателя. Обе организации просят Алекса полететь на фабрику для выполнения их инструкций.
В поисках пилота Алекс может спасти женщину по имени Эва Джонсон в воздушном терминале ВТО, и она в знак благодарности будет возить его бесплатно, либо нанять Сида Блэка в баре «Яма Гризеля» в Нижнем Сиэтле, предварительно освободив его летательный аппарат от гангстера Софии Сак.
На фабрике, Алекс встречается с директором проекта Тарсус Стэном Карнеги и узнаёт, что доктор Нассиф улетела в Каир, где находится один из филиалов Корпорации Апостол. Игрок может закончить задание, просканировав тестовый образец Маг Рэйл для одной из организаций (что обозлит другую) или убив создателя этого уникального оружия.
В Каире Аркология процветает под контролем ВТО, но воздух внешней Медины заражён нано-вирусом под названием Чума-11. Алекс встречает Лео Джанковски, который нанялся охранником к Омарам, и раскрывает действия Тамплиеров в Аркологии, включая возможный рейд на Омаров. Последняя крепость Тамплиеров в Каире находится в каирском отделении Корпорации Апостол, где Алекс, поддерживаемый Кларой Спаркс, допрашивает доктора Нассиф (или без разговоров убивает её по приказу Ордена — такой вариант действий Кларе не понравится) и узнаёт, что директор каирского отделения (который позднее оказывается Полом Дентоном) захвачен в плен Тамплиерами. Но один из основателей, Трэйсер Тонг, все ещё на свободе — в Трире, где как раз проходит встреча высших чиновников ВТО и Ордена. Алекс также узнаёт, что его настоящее имя — Алекс Дентон, и он является вторым клоном Пола Дентона (первым был Джей-Си).
В Трире Алекс встречается с Тонгом и узнаёт о «Великом Продвижении», которого добивается Корпорация Апостол. Оказывается, Корпорация Апостол была основана Трэйсером Тонгом и Полом Дентоном после катастрофического слияния Джей-Си Дентона с Гелиосом, что привело к Коллапсу. Они стремились разработать универсальную структуру биомодов, которая бы работала для всех людей. Пол Дентон был одним из первых подопытных, но опыт провалился, и он впал в кому, после чего был заморожен в криогенной камере в Каире, где его и захватили Тамплиеры. Сам Джей-Си, продолжающий оставаться в нестабильном состоянии, ждёт излечения в Антарктике. В убежище Джей-Си можно попасть только через телепорт, пропускающий лишь тех, в ком есть ДНК Дентонов, в лабораториях ApostleCorp, спрятанных в старинной крепости «Чёрные Врата», захваченных Тамплиерами. Тонг также раскрывает, что Тамплиеры похитили главу Ордена, «Её Святейшество», и содержат её в лабораториях. Чад Дюмье, глава ВТО, просит Алекса спасти её.
Алекс успешно проводит операцию по вызволению женщины и узнаёт, что «Её Святейшество» — на самом деле Николетта Дюклэр. Она и председатель Дюмье являются главами теперешней инкарнации древнего ордена Иллюминатов; ВТО и Орден являются лишь двумя различными рычагами достижения власти над миром. Алекс понимает, что Иллюминаты хотят оживить Джей-Си Дентона и использовать его в своих целях. Корпорация Апостол хочет сделать то же самое, чтобы создать истинно-демократическую пост-человеческую цивилизацию, управляемую Гелиосом с помощью универсальных биомодов. Тамплиеры хотят уничтожить Джей-Си и всех биомодов. Забрав украденный секвенсорный модуль из местной церкви Тамплиеров, Алекс телепортируется в убежище Джей-Си.
Там Алекс ремонтирует ячейки памяти Гелиоса, используя свою универсальную архитектуру биомодов. Он также путешествует в памяти Джей-Си по некоторым местам из первой игры, таким как квартира Мэгги Чоу в Гонконге, офис Джозефа Мандерлея в UNATCO, спальня Хуана Лебедева на его Boeing 747, и место рождения Джей-Си в Зоне 51. В последнем пункте Алекс встречается с Билли Адамс, работающей на Тамплиеров. Если оставить её в живых, то она опять появится в последнем уровне. После ремонта Гелиоса, Джей-Си описывает свою философию и видение будущего мира. Он инструктирует Алекса отправиться в Каир, спасти Пола Дентона из рук Тамплиеров и вывести его из комы.
В Каире Дюмье связывается с Алексом и приказывает ему убить Пола. Он также берёт в плен Клару Спаркс, чтобы Алекс не подумал ослушаться. Алекс также встречает Лео Джанковски, которого Омары собираются сделать себе подобным — похоже, против его воли. Лео — противник всех фракций в игре; этим можно воспользоваться и устроить так, чтобы он присутствовал на Острове Свободы в Нью-Йорке. Лидер Тамплиеров Саман связывается с Алексом и просит его сдать часть крови их доктору в ангаре 24 (там же, где они содержат Пола). Последовав этому приказу, Алекс может присоединиться к Тамплиерам, причём Иллюминаты и Корпорация Апостол будут недовольны таким решением. Отказ вызывает битву между Алексом и Тамплиерами. Также можно отказаться дать кровь, но всё-таки убить Пола Дентона, отключив его системы жизнеобеспечения, или спасти его.
Действие последней главы истории происходит на Острове Свободы, начальной точке первой игры. В результате деятельности Джей-Си Остров теперь заморожен, а разбитая Статуя Свободы была воссоздана нанотехнологиями Джей-Си как скульптура из света. Все фракции имеют базы на острове и просят Алекса передать им информацию с сервера Аквинас. Если Лео присутствует на острове, то он даёт Алексу четвёртый вариант действий — убить всех лидеров; если его нет, то это сделают Омары. Конец игры зависит от того, кому Алекс пошлёт информацию, и кто из лидеров останется в живых.

### Концовки
- Апостол — Великое Продвижение: передать информацию в руки корпорации Апостол; Джей-Си должен выжить, и Алекс должен ступить в машину Джей-Си внутри Статуи. Результат: Видение Джей-Си становится реальностью; коллективный разум человечества под управлением Гелиоса делает мир совершенной демократией.
- Иллюминаты — Век Света: передать информацию в руки Иллюминатов; Дентоны должны быть мертвы; Чад и Николетта должны выжить; машина Джей-Си должна быть разрушена. Результат: Мир становится диктатурой под властью Иллюминатов.
- Тамплиеры — Потоп: передать информацию в руки Тамплиеров; Саман должен выжить; Дентоны должны быть мертвы; Алекс должен ступить в машину Джей-Си. Результат: Биомоды уничтожены Алексом, воцаряется религиозный тоталитаризм под правлением Тамплиеров.
- Омары — Выжженная Земля: всё равно кому попадёт информация; все лидеры должны умереть; машина Джей-Си должна быть уничтожена. Результат: Омары, будучи более живучими и приспособленными, захватывают мир; остальное человечество вымирает из-за постоянного хаоса и войн.

## Саундтрек
Четырнадцать главных треков для Invisible War были составлены композиторами из Ion Storm — Александром Брэндоном и Тоддом Сайммонсом. Все они были опубликованы на официальном сайте игры для свободного скачивания в апреле 2004 года.
Кроме того, песни вымышленной поп-звезды Энджи Резонанс, присутствующие в Invisible War, на самом деле являются подлинными композициями индустриальной рок-группы Kidneythieves. Сама Энджи также озвучена вокалисткой этой группы, Фри Домингез. Все песни, присутствующие в игре, вошли в первый альбом группы, Trickster, выпущенном 28 июля 1998 года студией Push Records.

## Отзывы
| Сводный рейтинг       | Сводный рейтинг    | Сводный рейтинг     |
| Издание               | Оценка             | Оценка              |
| Издание               | PC                 | Xbox                |
| --------------------- | ------------------ | ------------------- |
| GameRankings          | 83,65 %            | 85,36 %             |
| Metacritic            | 80/100 (44 обзора) | 84/100 (50 обзоров) |
| MobyRank              | 80/100             |                     |
| Иноязычные издания    |                    |                     |
| Издание               | Оценка             | Оценка              |
| Издание               | PC                 | Xbox                |
| Eurogamer             | 8/10               |                     |
| GameRevolution        | B                  |                     |
| GameSpot              | 8/10               |                     |
| GameSpy               | [ 11 ]             |                     |
| GamesRadar+           | [ 12 ]             |                     |
| IGN                   | 9/10               |                     |
| XboxAddict            |                    | 80 %                |
| Русскоязычные издания |                    |                     |
| Издание               | Оценка             | Оценка              |
| Издание               | PC                 | Xbox                |
| Absolute Games        | 63 %               |                     |
| «Домашний ПК»         | [ 16 ]             |                     |
| «Игромания»           | 8,0/10             |                     |
| Награды               |                    |                     |
| Издание               | Награда            | Награда             |
| GameSpy               | Editors' Choice    | Editors' Choice     |
| IGN                   | Editors' Choice    | Editors' Choice     |
| ЛКИ                   | Корона журнала     | Корона журнала      |

Игра получила высокие оценки от критиков и игроков, несмотря на ужасную оптимизацию для компьютеров того времени и крохотные локации.
Игра заняла третье место в номинации «Лучшая RPG» (2003) журнала «Игромания».